# Campionato ucraino di pallavolo maschile
Il campionato ucraino di pallavolo maschile è un insieme di tornei pallavolistici per squadre di club ucraini, istituiti dalla federazione pallavolistica dell'Ucraina.

## Struttura
- Campionati nazionali professionistici:

Superliha: a girone unico, partecipano dieci squadre.
- Campionati nazionali non professionistici:

Vyšča Liha: a girone unico, partecipano nove squadre;
Perša Liha: a girone unico, partecipano dieci squadre;
Druha Liha: a due gironi, partecipano quattordici squadre.